# رخام صناعي
الرخام الصناعي (أو الحجر الصناعي) هو عبارة عن مادة تشبه في الشكل الرخام الطبيعي وهي محاولة لتصنيع الرخام وحذف السلبيات الموجودة في الرخام الطبيعي مثل سهولة الكسر والتمدد والانكماش وتغير الألوان وهو عبارة عن خلطة من  الصخور المسحوقة بنسبة 93% من الوزن ومخلوط معها مادة كيميائية مؤلفة من راتنج البولي أستر بنسبة 7% من الوزن. بالحجم (66% كوارتز و 34% راتنج) مع ألوان أوكسيد وتخلط جميعها بنسب معينة لتعطي خلطة خاصة تستخدم في تصنيع الألواح المسطحة وتصب في قوالب لتصنيع أطقم الحمامات (حوض استحمام - حوض غسيل - مرحاض) وتدخل المادة في تصنيع العديد من مستلزمات الديكور بشكل عام وأسطح المطابخ بشكل خاص.
وتختلف جودة الصناعة بحسب نوع المادة الطبيعية المكونة للمنتج وكذلك بحسب نسبته، فإذا كان نوع المادة الطبيعية ذات صلابة عالية كالرخام فهو جيد والأجود منه ما كان يحتوي على الكوارتز وكذلك ما كان من السيلكا بشرط صناعته في درجة حرارة عالية وضغط هائل مشابه أو أعلى لحالات تكون الرخام طبيعياً. وهناك ثلاثة أنواع أساسية:
- اسطح صناعية صلبة مصنوع من الاكريليك (بالإنجليزية: acrylic)‏: وهو الأفضل للبيئة وأشهر الماركات(الرميزان - سباركل - توب ستون - ماركيز)(كوريان)-(ستارون)-(ويلبورن)-(ال جى)-(افونايت)-(هانكس)-(ولسون ارت)-(فارى كور). وتركيبته الكيميائية كالتالى:
  - الريزن وباللغة العربية (الراتنج) (بالإنجليزية: resin)‏ وهو مادة صمغية تشبه في الشكل العسل الأبيض وهي شفافه وعمرها الافتراضى قصير لا يزيد عن ستة شهور.
  - مسحوق الالومنيوم: وهي عبارة عن مسحوق بيضاء تشبه الجبس أو الاسمنت أو حتى الدقيق.
  - الأصباغ: وهي لتغيير لون المسحوق من الأبيض إلى اللون المطلوب.
- أسطح صناعية صلبة مصنوعة من البوليستر ويعرف باسم الاكريليك المعدل: لها نفس طريقة التصنيع ولكن يستخدم لها ريزن أقل جودة وهو البوليستر وله نفس الشكل ولكن لون يميل إلى الأصفر. وعيبه ان المنتج النهائي يكون أكثر قساوة من الاكريليك مما يعرضه للكسر بسهولة ناهيك عن ان له رائحة.
- أسطح صناعية صلبة مصنوعة من كربونات الكالسيوم: ينتج بكثرة في الصين وتكلفتها منخفضة حيث أن كاربونات الكالسيوم والمعروفة باسم (الجير) في بعض الدول قليلة التكلفة ويمكن أن يضاف إليها أيضا الرمل الأبيض لتقليل التكلفة.

## وصلات خارجية
- Engineered Stone Countertops Video
- Pros, Cons, and Cost of Engineered Stone
- Cambria - Natural Quartz Countertops